# Société versaillaise de tramways électriques
La Société versaillaise de tramways électriques (SVTE) est créée le 19 décembre 1895,  pour construire un réseau de tramways électriques à Versailles. Ses actionnaires principaux sont la compagnie française Thomson-Houston et M. Louis-Marie Josserand de Raguet de Brancion de Liman, concessionnaire initial, auquel s'est substituée la SVTE. 

## Histoire
Le réseau comprend quatre lignes :
- A : Glatigny - Grandchamp ;
- B : Glatigny - Orangerie ;
- C : Gare des Chantiers - Rond-point du Chesnay ;
- D : Square Duplessis - Avenue de Picardie.

M. Louis-Marie Josserand de Raguet de Brancion de Liman avait obtenu de la ville de Versailles, la rétrocession du réseau de tramways urbains, à traction animale, exploité par la Compagnie générale des omnibus. 
La SVTE absorbera le 1er octobre 1896, la Société du tramway de Saint-Cyr-l’École à Versailles et Extensions. Elle transforme l'ancien réseau en prolongeant les lignes A, C et D. Elle fait aménager le dépôt de Béthune. Elle électrifie les lignes en faisant construire une usine électrique à Porchefontaine. Le matériel roulant comprend 23 motrices (ultérieurement 29). La mise en service du réseau a lieu le 21 octobre 1896.
Deux lignes supplémentaires sont créées et ouvertes le 1er juin 1897 :
- E : Clagny - Palais ;
- F : Clagny - Octroi du boulevard de la Reine.

La ligne du tramway de Versailles à Saint-Cyr est exploitée en traction électrique le 1er juillet 1897 :
- G[1]: Gare Rive-Gauche - Saint-Cyr-l'École.